# Cursa Gent–Wevelgem 2022
Cursa Gent–Wevelgem 2022 a fost ediția a 84-a a cursei clasice de ciclism Gent–Wevelgem, cursă de o zi. S-a desfășurat pe data de 27 martie 2022 și face parte din calendarul UCI World Tour 2022.

## Echipe participante
Întrucât Gent–Wevelgem este un eveniment din cadrul Circuitului mondial UCI 2022, toate cele 18 echipe UCI au fost invitate automat și obligate să aibă o echipă în cursă. Șapte echipe profesioniste continentale au primit wildcard.

### Echipe UCI World
| - AG2R Citroën Team - Astana Qazaqstan Team - Bora–Hansgrohe - Cofidis - EF Education–EasyPost - Groupama–FDJ - Ineos Grenadiers - Intermarché–Wanty–Gobert Matériaux - Israel–Premier Tech | - Lotto Soudal - Movistar Team - Quick-Step Alpha Vinyl Team - Team Bahrain Victorious - Team BikeExchange - Team DSM - Team Jumbo–Visma - Trek-Segafredo - UAE Team Emirates |  |

### Echipe continentale profesioniste UCI
| - Alpecin-Fenix - B&B Hotels p/b KTM - Bardiani-CSF-Faizanè - Bingoal-WB | - Sport Vlaanderen-Baloise - Total Direct Énergie - Uno-X Pro Cycling Team |  |

## Rezultate
Ciclistul din Eritreea, Biniam Girmay, a devenit primul african care a câștigat o cursă din circuitul UCI.
| Loc | Concurent            | Echipă                             | Timp       |
| --- | -------------------- | ---------------------------------- | ---------- |
| 1   | Biniam Girmay        | Intermarché–Wanty–Gobert Matériaux | 5h 37' 57" |
| 2   | Christophe Laporte   | Team Jumbo–Visma                   | +0"        |
| 3   | Dries Van Gestel     | Team TotalEnergies                 | +0"        |
| 4   | Jasper Stuyven       | Trek–Segafredo                     | +0"        |
| 5   | Søren Kragh Andersen | Team DSM                           | +8"        |
| 6   | Tim Merlier          | Alpecin-Fenix                      | +8"        |
| 7   | Mads Pedersen        | Trek–Segafredo                     | +8"        |
| 8   | Iván García Cortina  | Movistar Team                      | +8"        |
| 9   | Matej Mohorič        | Team Bahrain Victorious            | +8"        |
| 10  | Arnaud Démare        | Groupama–FDJ                       | +8"        |

## Legături externe
- Site web oficial